# Thora Hallager
Thora Hallager (1821–1884) fue una pionera de la fotografía en Dinamarca durante el siglo  XIX. Se familiarizó con el daguerrotipo antes de su  viaje de estudio a París en 1855, donde incorporaría los últimos avances americanos en esta técnica.  Trabajó como fotógrafa en Copenhague desde 1850 hasta abrir su propio estudio en el año 1857.
Hallager fue la casera de Hans Christian Andersen en Lille Kongensgade, Copenhague, de 1866 a 1869 y en Nyhavn de 1871 a 1873. Andersen le escribía frecuentemente durante sus viajes de 1867 a 1873, explicándole mayormente dónde había estado y cuándo pensaba regresar. En la carta, fechada el 21 de junio de 1869, le contó lo contento que estaba con una fotografía que había tomado de él, informándole que también había sido apreciada por todos aquellos que lo habían visto.

## Selección de fotografías

Hans Christian Andersen (octubre 1869)
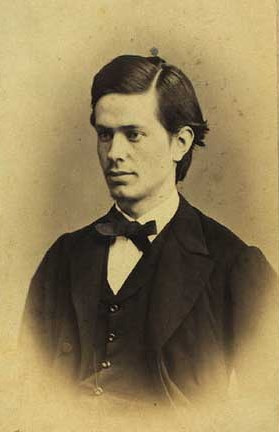
Carl Wagner, agente de ejército
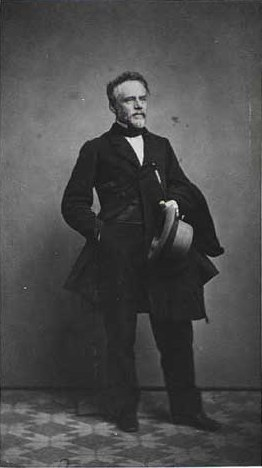
Wilhelm Marstrand, pintor
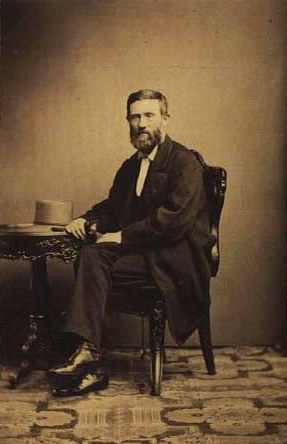
P.C. Skovgaard, pintor
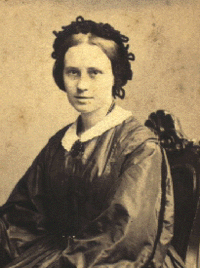
Novelista  Mathilde  Fibiger